# Neulise
Neulise is een gemeente in het Franse departement Loire (regio Auvergne-Rhône-Alpes). De plaats maakt deel uit van het arrondissement Roanne. Neulise telde op 1 januari 2022 1.356 inwoners.

## Geografie
De oppervlakte van Neulise bedroeg op 1 januari 2022 22,99 vierkante kilometer; de bevolkingsdichtheid was toen 59 inwoners per km².

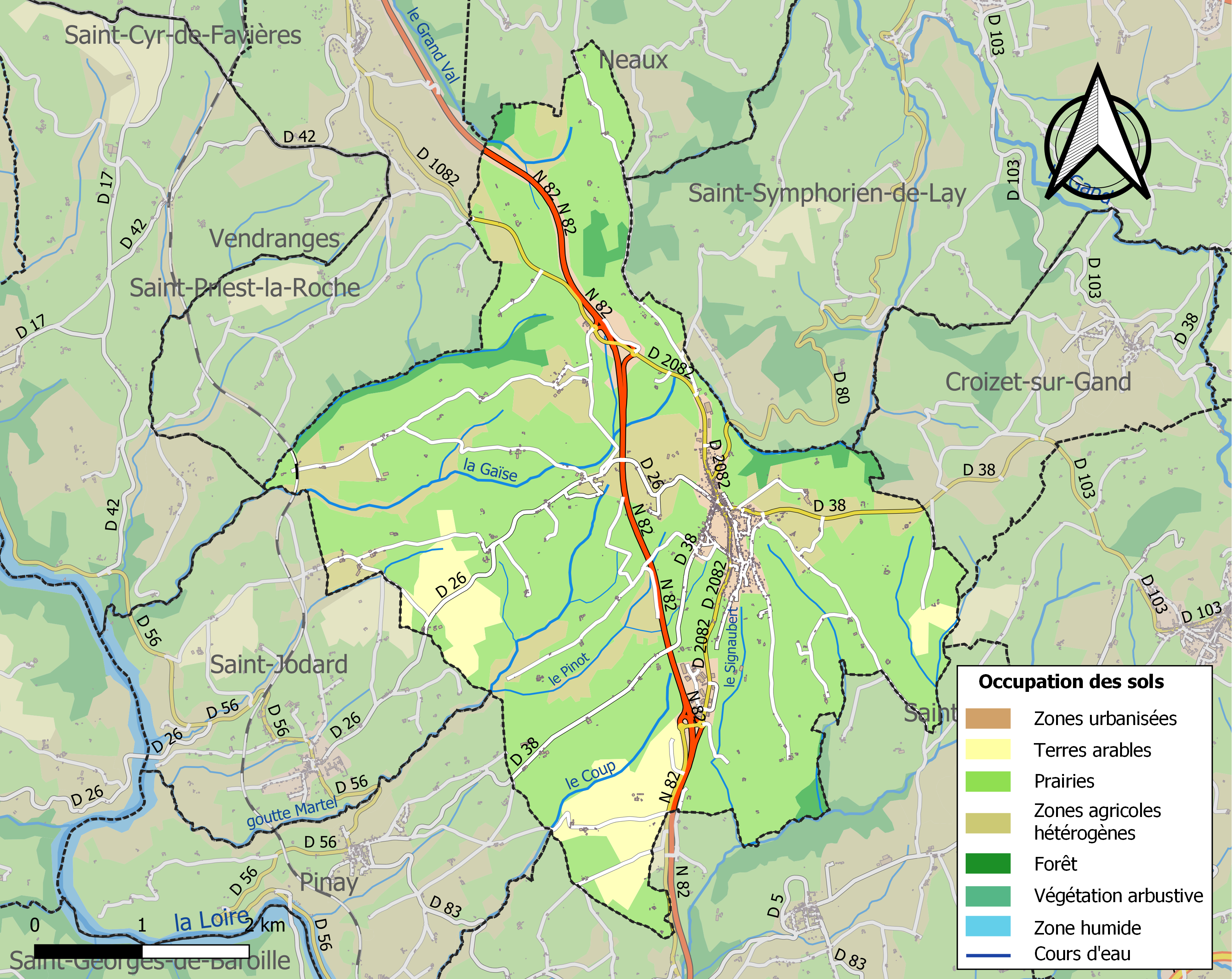
Kaart van de gemeente met de belangrijkste infrastructuur, bodemgebruik en omliggende gemeenten

## Demografie
Onderstaande figuur toont het verloop van het inwonertal (bron: INSEE-tellingen).